# جوردي النينو بويا
جوردي النينو بويا (بالإنجليزية: Jordi El Niño Polla) (مواليد 11 سبتمبر 1994) هو ممثل إباحي،منتج ويوتيوبر إسباني، أشتهر اسمه بعد أن عمل مع شركة برازرز.